# ピレネーシャモア
ピレネーシャモア（学名: Rupicapra pyrenaica）は、偶蹄目ウシ科に分類される哺乳類。ピレネー山脈、カンタブリア山脈、アペニン山脈に棲息する。シャモア属に属する2種のうちの1つで、もう1つは模式種のシャモア (Rupicapra rupicapra) である。ヒツジやヤギとともにヤギ亜科に分類される。
体高は最大80 cm程度で、夏の毛皮は赤茶色、冬の毛皮は黒色/茶色で、目の周りに暗い斑点がある。オスもメスも後ろ向きに曲がった最大20 cmの角を持つ。草、コケ、木の蕾等を食べる。機敏に、標高最高3000 mまでのどこにでも現れる。
シャモアと同様に、特に1940年代にはシャモア革を生産するために、絶滅寸前まで乱獲された。その後個体数は回復し、2002年時点で約25,000頭と推定されている。

## 分布
アンドラ、イタリア、スペイン、フランス

## 分類

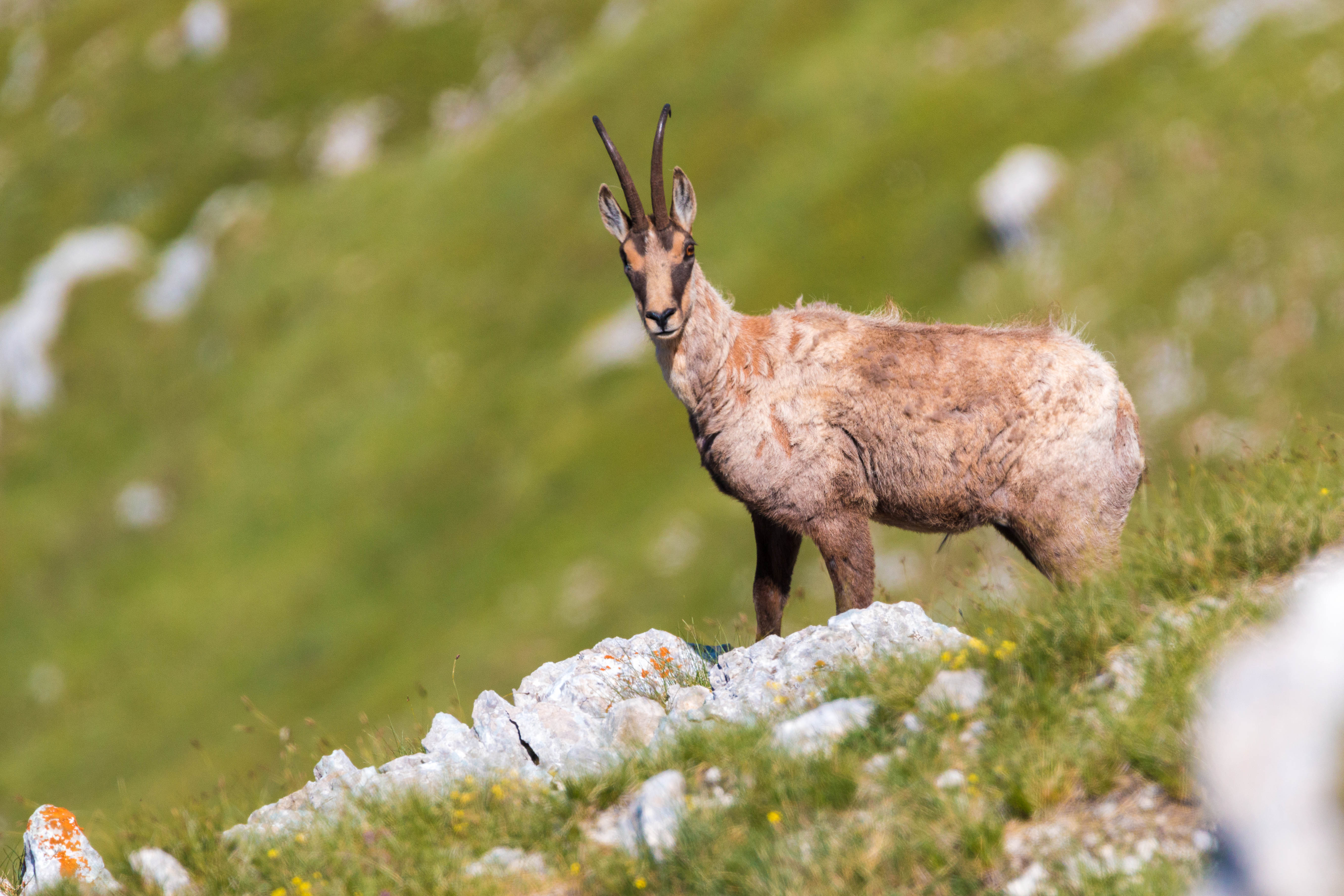
アブルッツォシャモアR. p. ornata

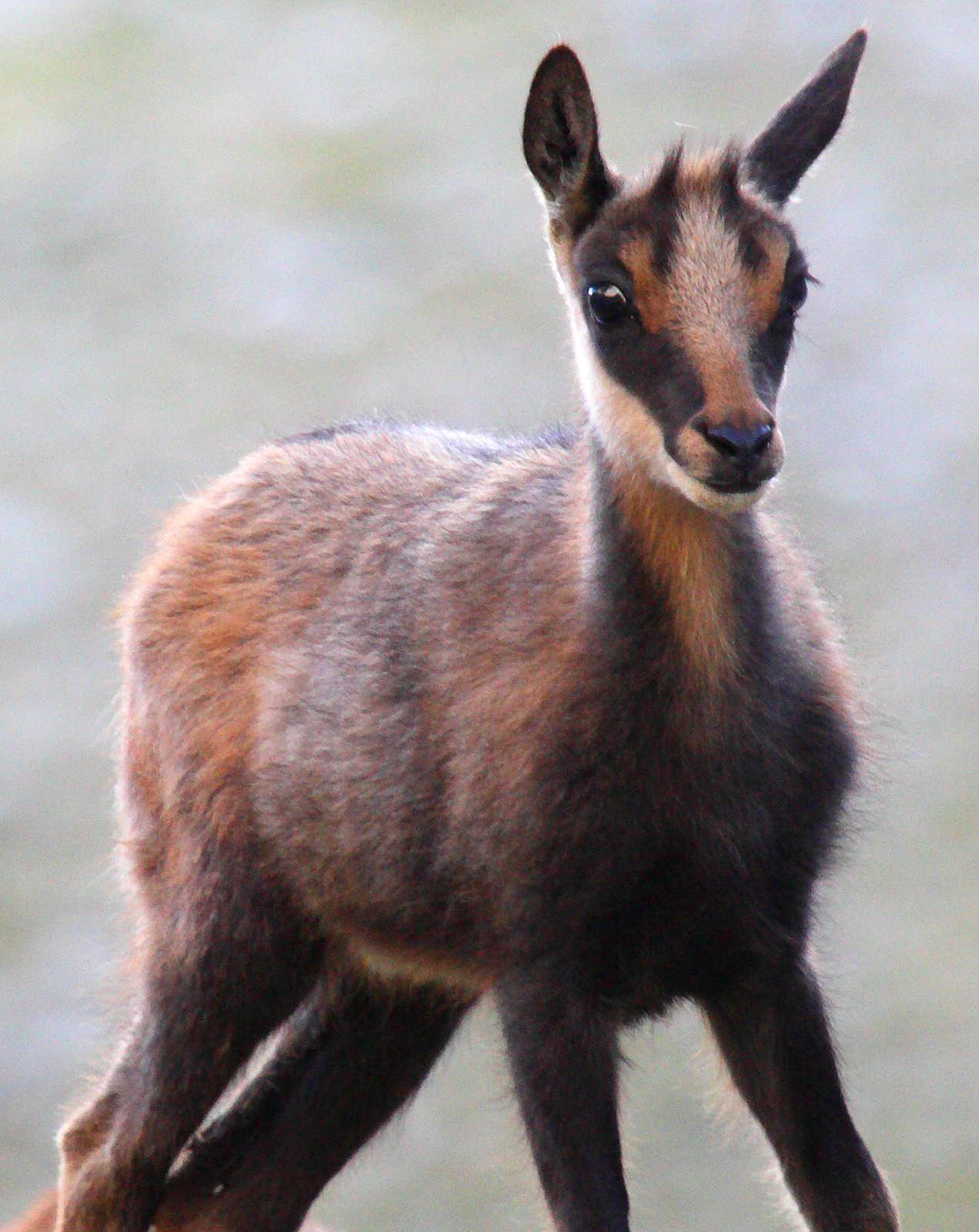
カンタブリカシャモアR. p. parva

シャモアと同一種とされていたが、1985年に別種とみなされるようになった。
Grubb（2005）によると2亜種（カンタブリカシャモアは基亜種のシノニム）に分けられるが、カンタブリカシャモアを認めて3亜種とする説もある。英名・分布はHerrero et al.（2024）、和名は今泉（1988）に従う。
Rupicapra pyrenaica pyrenaica Bonaparte, 1845 ピレネーシャモア Pyrenean chamoisアンドラ、スペイン、フランス（ピレネー山脈）
Rupicapra pyrenaica parva Cabrera, 1911 カンタブリカシャモア Cantabrian chamoisスペイン（カンタブリア山脈）
Rupicapra pyrenaica ornata Neumann, 1899 アブルッツォシャモア Apennine chamoisイタリア（アペニン山脈）